# Cosmarium portianum
Cosmarium portianum  là một loài Song tinh tảo trong họ Desmidiaceae, thuộc chi Cosmarium.